# La Colle-sur-Loup
La Colle-sur-Loup (okzitanisch: Sa Colà de Lop) ist eine französische Gemeinde mit 8143 Einwohnern (Stand: 1. Januar 2022) im Département Alpes-Maritimes in der Region Provence-Alpes-Côte d’Azur. Sie liegt im Arrondissement Grasse im Hinterland der Französischen Riviera nordwestlich von Cagnes-sur-Mer und gehört zum Kanton Villeneuve-Loubet. Die Einwohner werden Collois genannt. Die Kommune gehört zum Gemeindeverband Sophia Antipolis.

## Geographie
Der Fluss Loup bildet die östliche Gemeindegrenze von La Colle-sur-Loup. Umgeben wird es von den Nachbargemeinden Vence im Norden, Saint-Paul-de-Vence im Osten, Cagnes-sur-Mer im Südosten, Villeneuve-Loubet im Süden, Roquefort-les-Pins im Westen und Südwesten sowie Tourrettes-sur-Loup im Nordwesten.

## Geschichte
1792 wurde La Colle-sur-Loup aus dem Gebiet der Gemeinde Saint-Paul-de-Vence herausgelöst.

## Bevölkerungsentwicklung
| Jahr      | 1962 | 1968 | 1975 | 1982 | 1990 | 1999 | 2006 | 2011 |
| Einwohner | 2096 | 2611 | 3700 | 4749 | 6025 | 6697 | 7434 | 7701 |

## Gemeindepartnerschaften
Mit der deutschen Gemeinde Zuzenhausen in Baden-Württemberg besteht seit 1976 eine Gemeindepartnerschaft.

## Sehenswürdigkeiten

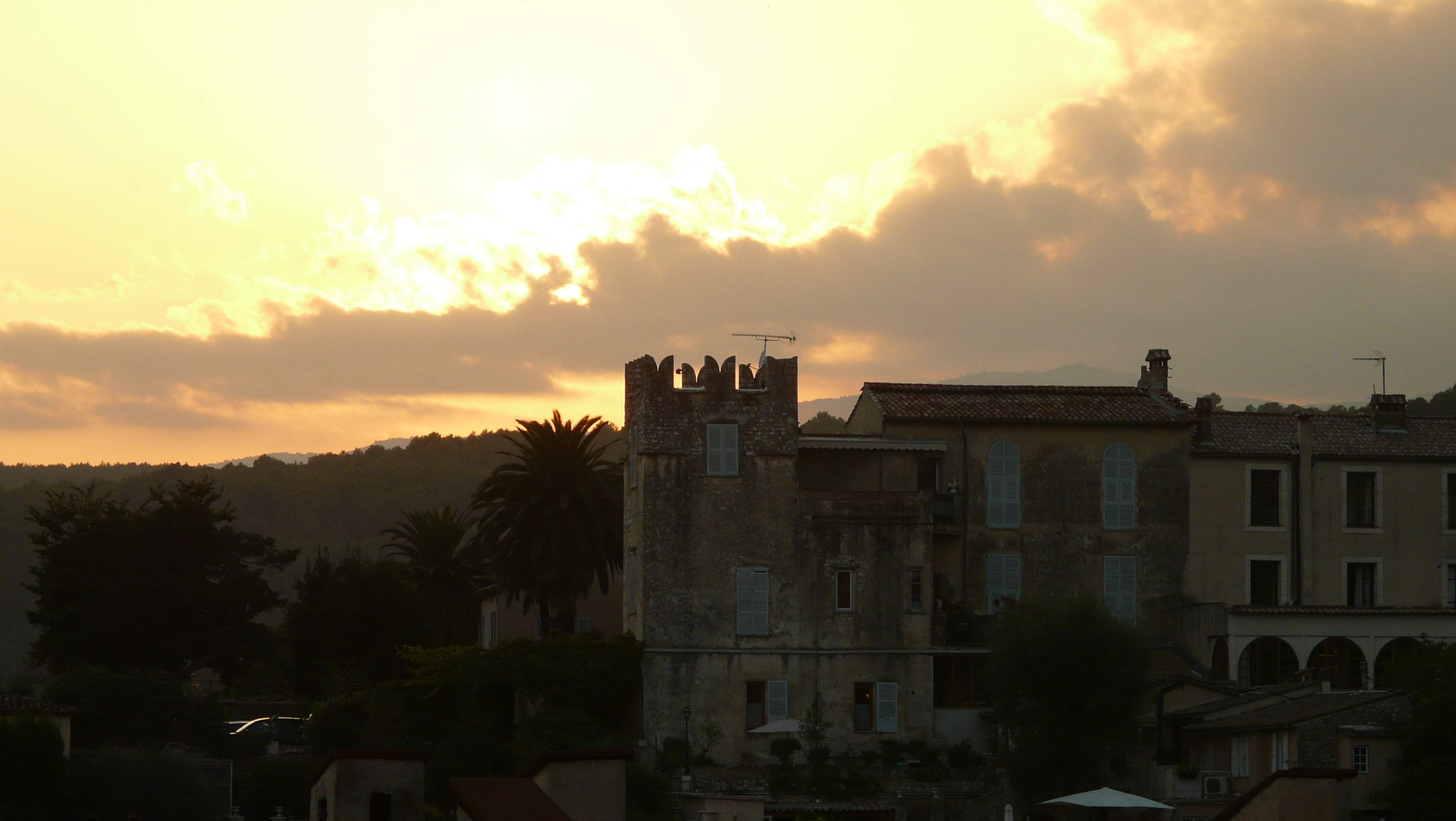
Abtei Canadel

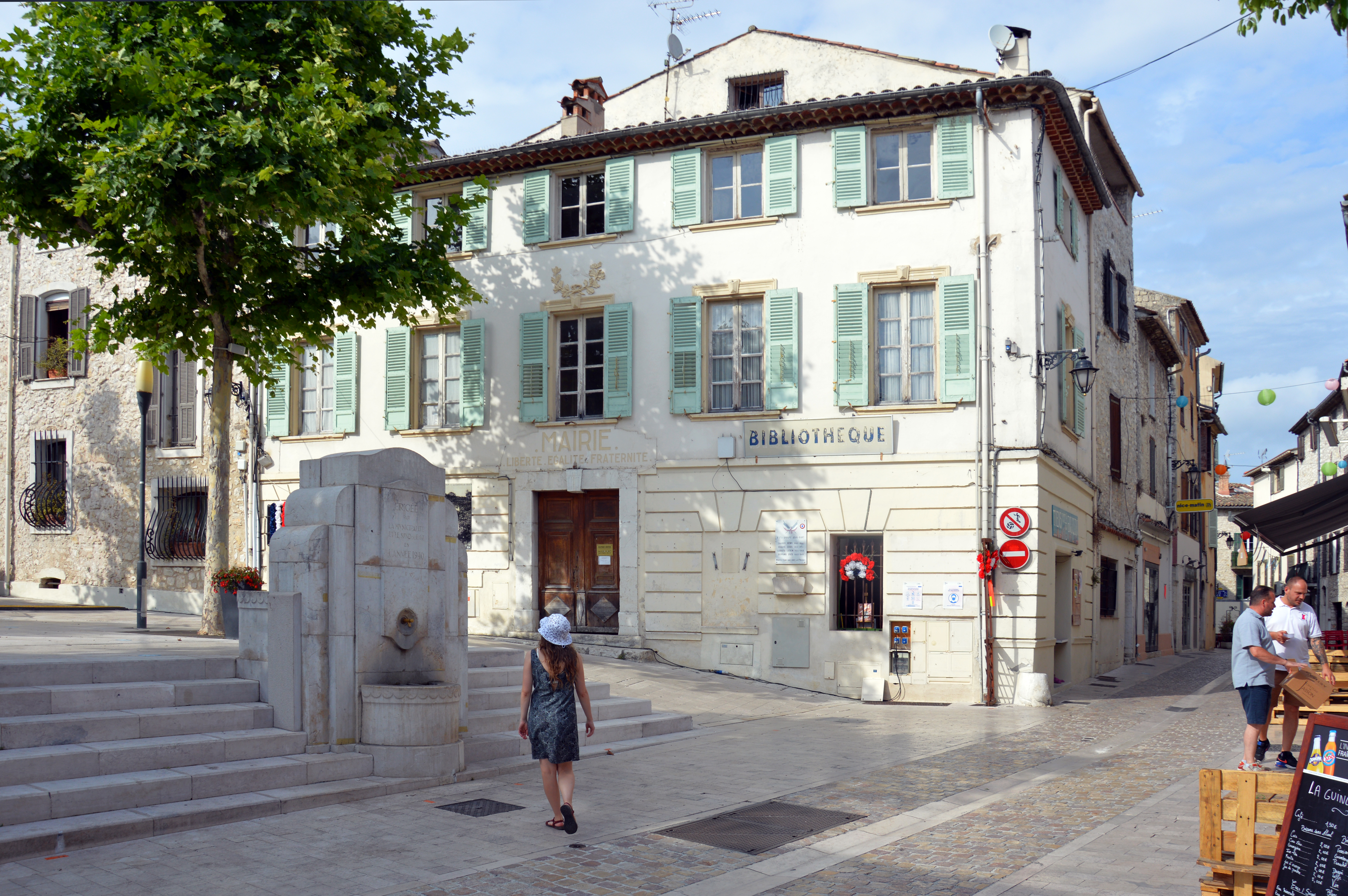
Altes Rathaus

Siehe auch: Liste der Monuments historiques in La Colle-sur-Loup
- Benediktinerabtei Canadel, begründet im 11. Jahrhundert, weithin errichtet im 12. und 13. Jahrhundert, Monument historique
- Kapellen:
  - Kapelle du Rosaire, aus dem Jahre 1612
  - Kapelle Saint-Donat
  - Kapelle Saint-Roch aus dem Jahre 1843
  - Kapelle des Pénitents blancs aus dem Jahre 1808
- Parochialkirche aus dem 17. Jahrhundert
- Château de Monfort, errichtet 1523 für René von Savoyen
- Siechenhaus, errichtet im Jahre 1723 für den Bischof von Vence

## Persönlichkeiten
- Bernard Collomb (1930–2011), Formel-1-Rennfahrer